# Goodbye to Romance
Goodbye to Romance è un singolo di Ozzy Osbourne del 1980 estratto da Blizzard of Ozz.
Fu ripubblicato nel 1993 in occasione del concerto Live & Loud.